# 伊凡·杰尼索维奇的一天
《伊凡·杰尼索维奇的一天》原名《854號囚犯》（俄语：Один день Ивана Денисовича）前苏联作家的一部中篇小说，这部小说以作者自己的古拉格生活为素材写成的。1962年经主编亚历山大·特瓦尔多夫斯基帮助，发表在《新世界》杂志上。
小说主人公伊凡·杰尼索维奇原是集体农庄庄员，德蘇戰爭中上前线作战，后被德军俘虏，又趁机逃回部队，但被逮捕审查，在苏联反间谍机关的严刑逼供下，为了活命的他被迫承认自己是德国间谍，以叛国罪判刑十年，送入特别劳改营。小说集中描写了主人公在劳改营中从早上起床到晚上熄灯所度过的普通而又难熬的一天。
由于这部小说是苏联文学史上第一次描写劳改营的生活，小说又是经最高当局批准发表，无疑成为苏联文坛一件轰动性的事件，也引起了西方的极大关注，作者也因此一跃成名。